# Husspindlar
Husspindlar (Tegenaria) är ett släkte trattspindlar som omfattar 101 arter.
Exempel på arter inom släktet:
- Luffarspindel (T. agrestis)
- Stor husspindel (T. atrica)
- Vanlig husspindel (T. domestica)
- Tegenaria duellica syn. gigantea
- Tegenaria ferruginea
- Tegenaria parietina
- Tegenaria saeva
- Tegenaria silvestris